# Breslauer Fußballmeisterschaft 1905/06

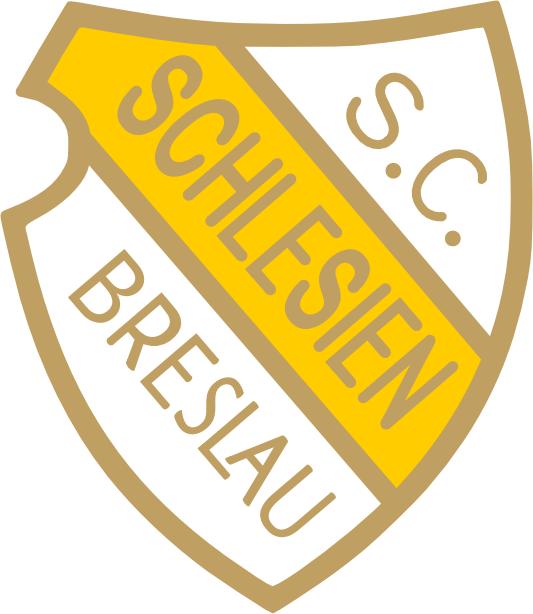
SC Schlesien Breslau – Meister des Verbandes Breslauer Ballspiel-Vereine

Die Breslauer Fußballmeisterschaft 1905/06 war die vierte und letzte vom Verband Breslauer Ballspiel-Vereine (VBBV) ausgetragene Breslauer Fußballmeisterschaft. Die im Rundenturnier ausgetragene Meisterschaft sicherte sich zum dritten Mal der SC Schlesien Breslau. Durch diesen Sieg qualifizierte sich Schlesien Breslau für die deutsche Fußballmeisterschaft 1905/06, bei der die Mannschaft bereits im Viertelfinale nach einer deutlichen 0:7-Niederlage gegen den BFC Hertha ausschieden. Der FC Breslau 98 trat erneut in den Verband ein, der SC 1904 Breslau wurde neu aufgenommen.
Dies war die letzte Fußballmeisterschaft des VBBV. Am 18. März 1906 gründete der Verband zusammen mit dem Verband Niederlausitzer Ballspiel-Vereine den Südostdeutschen Fußball-Verband (SOFV). Die Breslauer Vereine spielten fortan innerhalb des SOFV in dem Bezirk Breslau.

## 1. Klasse

### Kreuztabelle
| 1905/06              | SC Schlesien Breslau | FC Breslau 98 | SV Blitz Breslau | SC Preußen Breslau | SC Germania Breslau | SC 1904 Breslau |
| -------------------- | -------------------- | ------------- | ---------------- | ------------------ | ------------------- | --------------- |
| SC Schlesien Breslau |                      | 2:1           | 4:0              | 11:0               | 4:1                 | 5:0             |
| FC 1898 Breslau      | 0:0+ a               |               | 4:0              | 4:1                | 6:0                 | 5:0             |
| SV Blitz Breslau     | 5:2                  | 3:4           |                  | 9:0                | 3:3                 | 5:1             |
| SC Preußen Breslau   | 0:9                  | 1:8           | 0:4              |                    | 2:0                 | 3:0             |
| SC Germania Breslau  | 0:4                  | 1:6           | 0:2              | 0:2                |                     | 6:2             |
| SC 1904 Breslau      | 0:11                 | 0:4           | 1:8              | 3:1                | 0:1                 |                 |

### Abschlusstabelle
| Pl. | Verein               | Sp. | S | U | N | Tore    | Quote | Punkte |
| --- | -------------------- | --- | - | - | - | ------- | ----- | ------ |
| 1.  | SC Schlesien Breslau | 10  | 9 | 0 | 1 | 052:700 | 7,43  | 18:20  |
| 2.  | FC 1898 Breslau      | 10  | 8 | 0 | 2 | 042:800 | 5,25  | 16:40  |
| 3.  | SV Blitz Breslau     | 10  | 6 | 1 | 3 | 039:190 | 2,05  | 13:70  |
| 4.  | SC Preußen Breslau   | 10  | 3 | 0 | 7 | 010:480 | 0,21  | 06:14  |
| 5.  | SC Germania Breslau  | 10  | 2 | 1 | 7 | 012:310 | 0,39  | 05:15  |
| 6.  | SC 1904 Breslau      | 10  | 1 | 0 | 9 | 007:490 | 0,14  | 02:18  |